# Celje

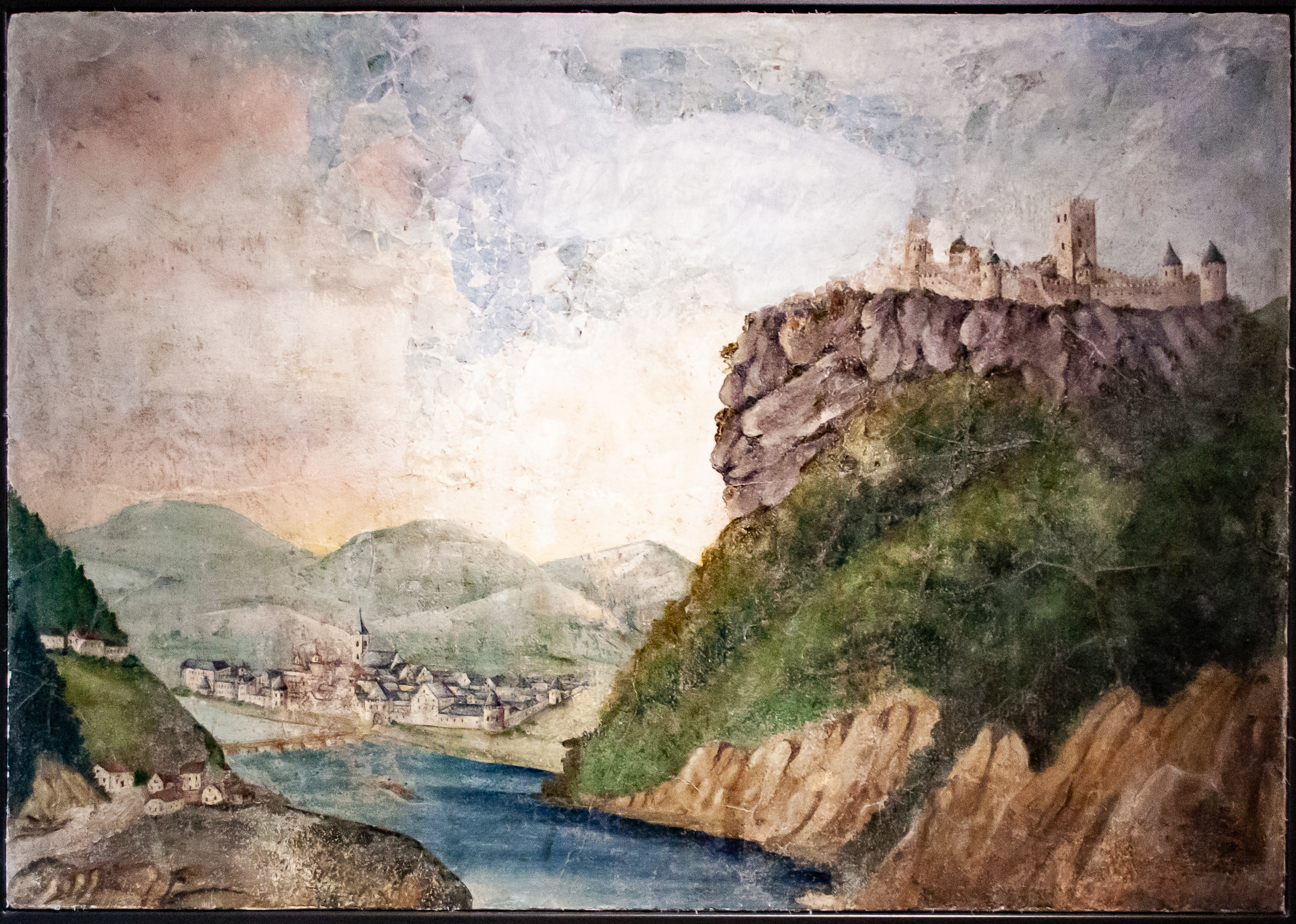
17. századi romantikus festmény Celjéről

Celje (IPA: [ˈʦɛːljɛ]ⓘ; a nyomtatott enciklopédiák, pl. a Pallas nagy lexikona, Révai nagy lexikona, Új magyar lexikon stb. idején magyarul, és németül ma is Cilli (IPA: [ˈʦɪlɪ]),vagy másképp magyarul: Cille, latinul Cilia) Ljubljana és Maribor után Szlovénia harmadik legnagyobb városa és a 11 szlovén városi község (mestna občina) egyikének, Celje városi községnek a székhelye. Jellegzetes közép-európai város, a történelmi Alsó-Stájerország regionális központja, a Celjei egyházmegye püspöki székhelye.

## Nevének eredete
Az ókorban Kelea, Celeia néven volt ismert, ennek töve valószínűleg az indoeurópai *kel- 'magaslik, hegy' szó volt, arra utalva, hogy a város hegyre épült erődített település volt.
Mások szerint az óír celīd – 'elrejt' eredet is számításba jöhet, és nem elhanyagolható a kapcsolat a Keltoi 'kelták' népnévvel sem.
Első középkori említése Cylie néven történt, az 1122 és 1137 között készült Wolfhold von Admont krónikájában.
A helyi szlovén köznyelvben a város nevének kiejtése Cjele vagy Cele.

## Fekvése
A város a celjei Felső Vár (407 m) alatt, a Savinja, Ložnica, és Voglajna folyók összefolyásánál terül el, a Savinja völgy legalacsonyabb részén, 241 m-es tengerszint feletti magasságban.
Celje környékét gyakran sújtják kisebb földrengések.

## Története

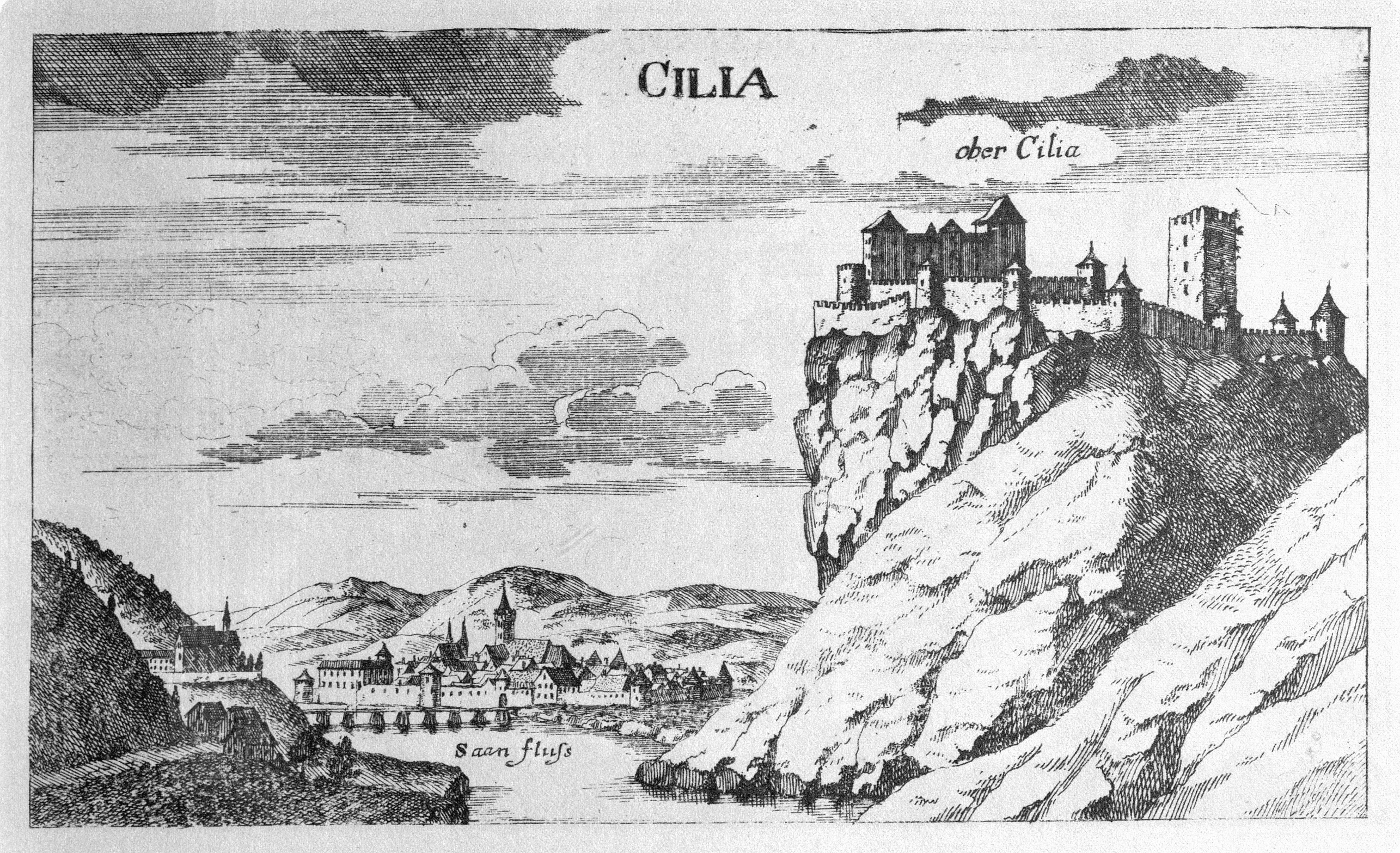
Celje, Georg Matthäus Vischer, Topographia Ducatus Stiriae, Graz 1681

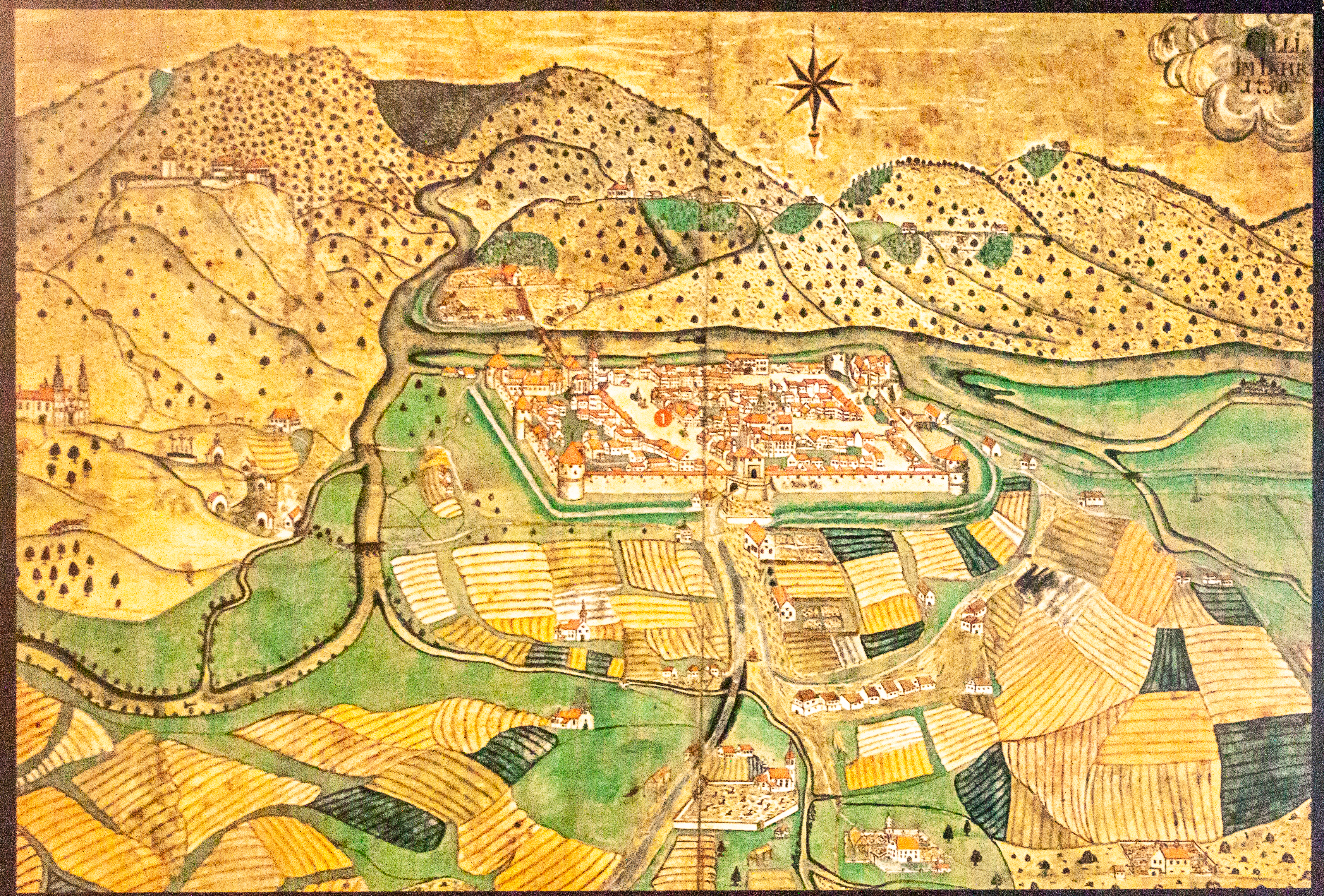
Celje 1750-es látképe. Balról a Voglajna folyó látszik, amint a Savinjába ömlik

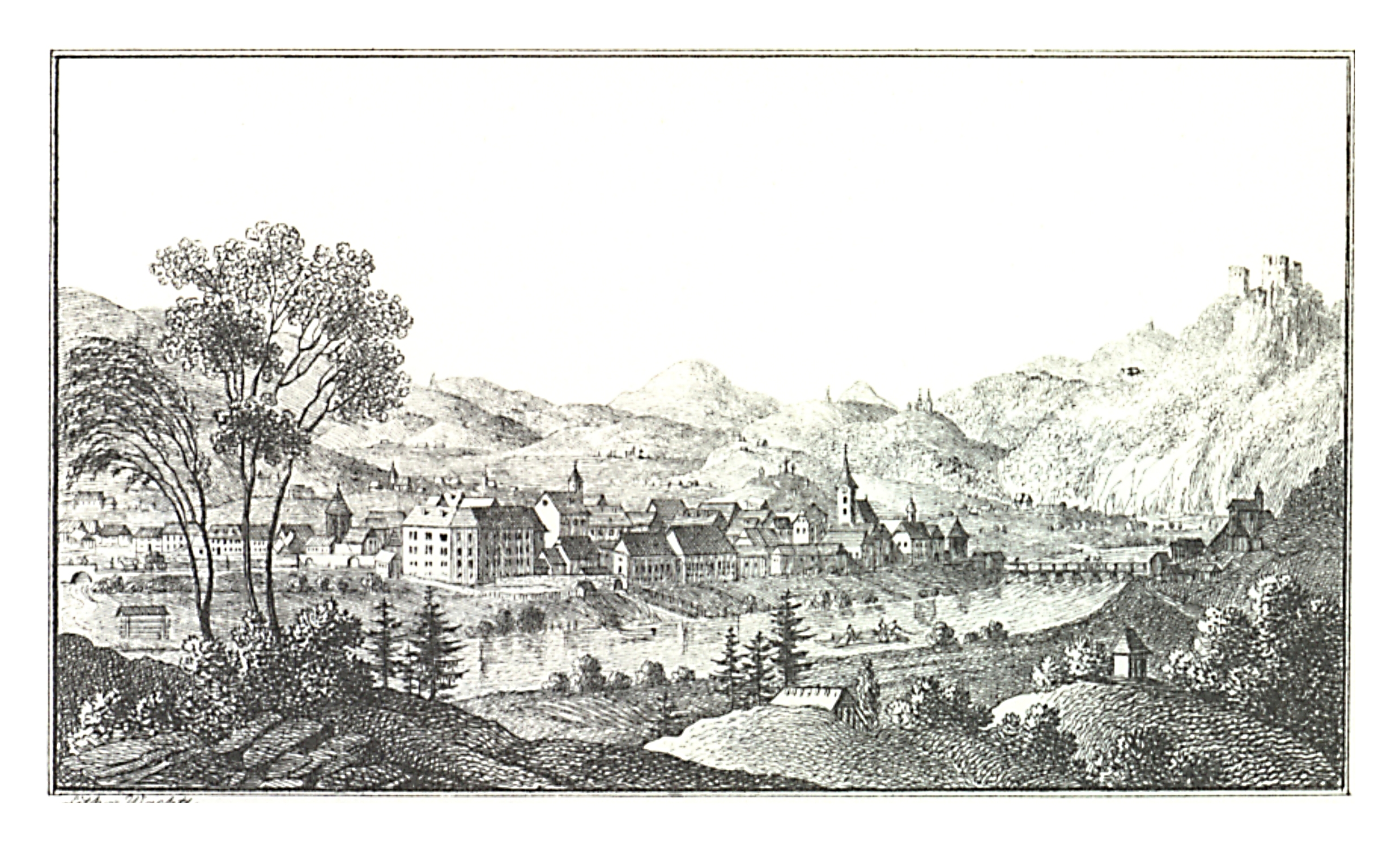
Celje, 1830 – Kaiser, Graz kőnyomata

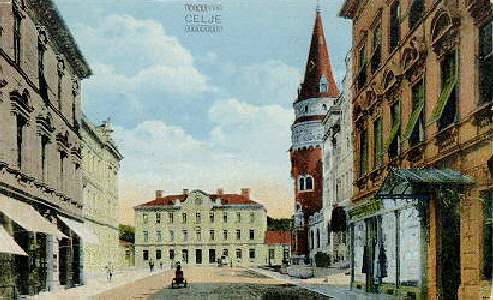
Régi képeslap Celjéről. Előtérben a vasútállomás, jobbra a Cillei-palota, balra a Vasudvar (Železni dvor, Eisenhof)

A környék első telepesei a hallstatti kultúrához tartoznak. A kelta időkben a település neve Kelea volt; a kutatások arra utalnak, hogy a kelták pénzt is vertek itt. Miután e terület a Római Birodalomhoz került, a település Civitas Celeia néven volt ismert. Városi privilégiumait Claudius császár (41–54) uralkodása alatt, i. sz. 47-ben nyerte el municipium Claudia Celeia néven. Celeia hamarosan virágzó római kolónia lett, komoly építkezések színhelye. Mars templomát birodalom-szerte ismerték. Az írásos emlékek arra utalnak, hogy a város gazdag, sűrűn lakott volt, biztonságos falakkal és tornyokkal, többemeletes márványpalotákkal, széles terekkel és utcákkal. Második Trójának, Troia secundának is nevezték. Celeiát érintette az Aquileiából Pannonia felé haladó római út, a borostyánút egyik szakasza. I. Constantinus római császár (272–337) uralkodása alatt, 320 körül, Aquileia püspökség része lett. Az 5. és 6. századi népvándorlások folyamán a várost szláv törzsek lerombolták, de a korai középkorban újjáépült.
Celje a cillei grófok székhelye volt 1341 és 1456 között. Vásárvárosi státuszát a 14. század első felében nyerte el, szabad városi rangját Cillei Frigyestől 1451. április 11-én kapta meg. Miután a grófi család Cillei Ulrik halálával 1456-ban kihalt, a területet a Habsburg III. Frigyes örökölte és beolvasztotta a stájer hercegségbe.
A város védőfalai és a várárok 1473-ban épültek.
A helyi nemesség közül sokan áttértek a protestáns hitre a reformáció alatt, de a terület visszatért a katolikus egyházhoz az ellenreformáció folyamán.
A Napóleoni háborúk után az Osztrák Császárság, majd 1867-ben az Osztrák–Magyar Monarchia része lett.
A 19. században és a 20. század elején egyre erősödött mind a német, mind a szlovén nacionalizmus és a nemzeti ellentét. Az 1910-es népszámlálás szerint a népesség 66,8%-a német volt.
Ennek szimbóluma volt a Német Kulturális Központ (németül: Deutsches Haus), amely 1906-ban épült (ma: Cillei-palota, szlovénül: Celjski dom).
A szlovén nyelvű oktatás 1895-ben kezdődött el az 1808-as alapítású 1. számú cillei gimnáziumban.
A népesség folyamatosan növekedett ebben a periódusban. 1840 és 1900 között Celje lakossága 1793-ról 6743-ra ugrott (→ #Népesség). A Déli Vasút első Bécs–Trieszt-i szakasza 1846. április 27-én ért el ide. Az első telefonvonalat 1902-ben fektették le, a város 1913-kapott elektromos ellátást. A Nemzeti Palota (Narodni dom), amely ma a polgármesteri hivatal és a városi tanács székhelye, 1896-ban épült. Az első világháború vége és a monarchia 1918-as összeomlása után, Celje a Szerb–Horvát–Szlovén Királysághoz (későbbi nevén Jugoszláviához) került. Ebben a korszakban további gyors iparosodás és jelentős népességnövekedés jellemezte a várost.
A második világháború folyamán a németek 1941 áprilisában foglalták el Celjét. A Gestapo 1941. április 16-án jelent meg a városban, három nap múlva az SS-vezér Heinrich Himmler követte, aki megszemlélte a hírhedt Stari pisker börtönt. A város komoly veszteségeket szenvedett a háború alatt. A szövetségesek bombatámadásaitól a Nemzeti Palota erősen megrongálódott. A körzet háború előtti 20 000-es lakosságból 575 személy veszett oda a háborúban, többnyire a 20–30 éves korosztályból. Több mint 1500 személyt deportáltak Szerbiába vagy a Harmadik Birodalom belsejébe. Ismeretlen számú állampolgárt soroztak be a német hadseregbe. Körülbelül 600 „elrabolt gyermeket” vittek Németországba németesítés céljából.[forrás?]
Celjében Jakob Savinšek szobrász Vojna in mir (Háború és béke) című emlékműve tanúskodik a világháborúról.
A háború utáni néhány hónapban a Jugoszláv Néphadsereg nagyszámú horvát, szerb, szlovén nemzetiségű milicistát, kollaboránst, német származású civilt, vagy egyszerűen partizán- vagy kommunizmus-ellenességgel vádolt egyént gyűjtött össze és végzett ki, minden bírósági eljárás nélkül. Ebben közreműködött a város területéhez tartozó teharjei gyűjtőtábor is. A holttesteket Szlovénia-szerte titkos tömegsírokba temették – többek között a Celje környéki tankcsapdákat is felhasználták. Eddig 581 tömegsírt találtak Szlovéniában az 1945. május–júliusi időszakból. Miután a teharjei tábor bezárult, a helyi hatóságok ipari szeméttelepet hoztak létre a tábor temetője fölé, a gyilkosságok bizonyítékait mérgező hulladékokkal elrejtve. 1991-ben, amikor újra lehetett beszélni a vérengzés tényeiről, a szlovén kormány emlékművet emelt a teharjei tábor áldozatainak.
1991-ben a tíznapos háborút követően a független Szlovénia része lett. 2006. április 7-én pedig a XVI. Benedek pápa által alapított Celjei egyházmegye székhelye, amely a Maribori főegyházmegye alárendeltségébe tartozik.

## Népesség
| Év       | 1439 | 1798 | 1820 | 1834 | 1840 | 1900 | 1924 | 1940   | 2002   | 2007   |
| Népesség | 1000 | 1400 | 1635 | 1511 | 1793 | 6743 | 7750 | 20 000 | 48 081 | 45 826 |

Celjének 2002-ben 47 660 lakosa volt. Egyéb statisztikák ugyanezen évből:[forrás?]
- Férfiak száma: 22 744;
- Nők száma: 24 816;
- Családok száma: 18 410;
- Családok átlagos létszáma: 2,6;
- Lakások száma: 19 578;
- Lakóépületek száma: 8090.

### Kerületek és helyi közösségek

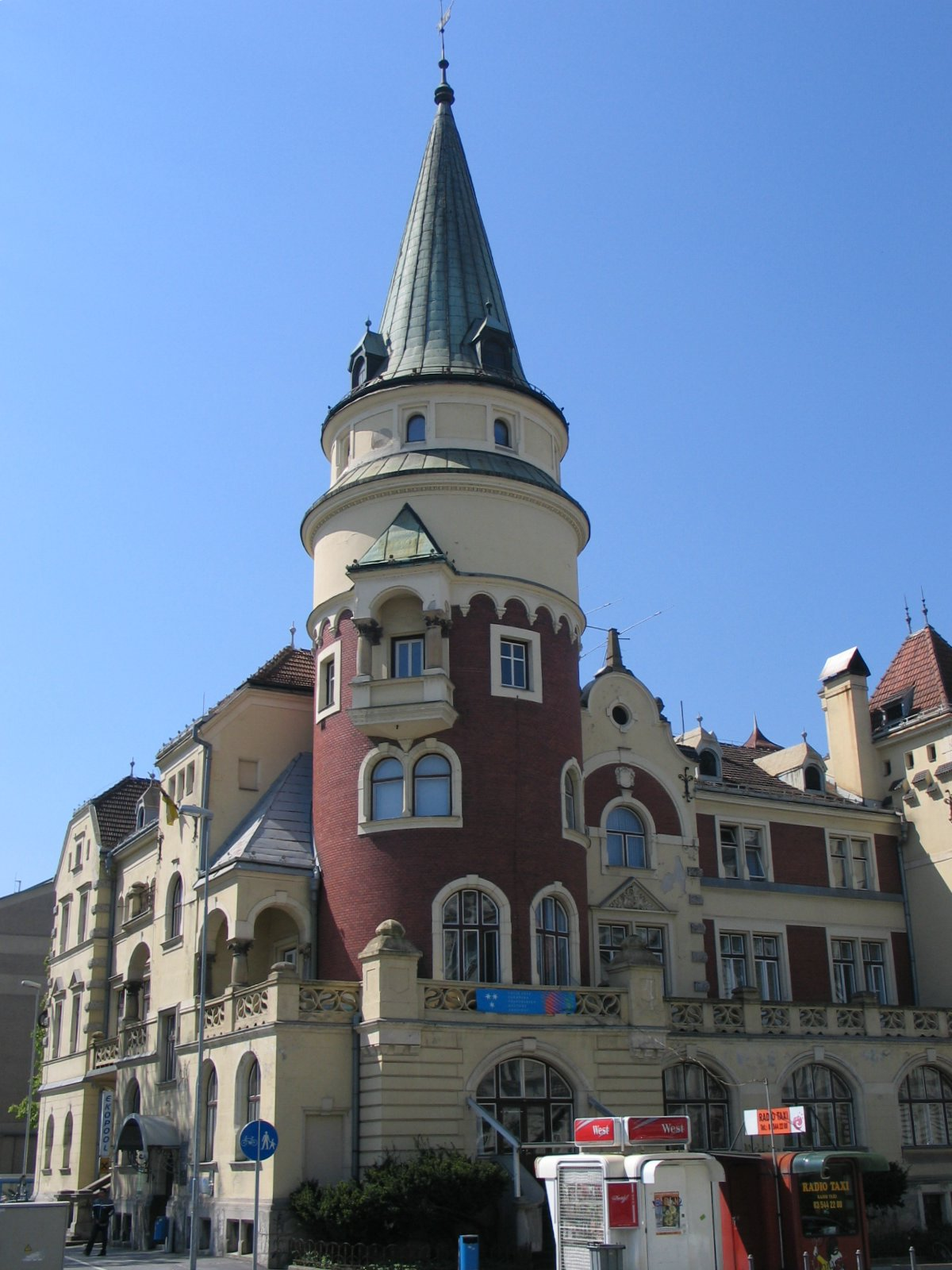
Celje Palota (Celjski dom), (Peter Paul Brang, 1905–1906)

Celjében 10 kerület (mestne četrti) és 9 helyi közösség (krajevne skupnosti) található:
| Kerületek - Centrum - Dečkovo naselje - Dolgo polje - Gaberje - Hudinja - Karel Destovnik Kajuh - Lava - Nova vas - Savinja - Slavko Šlander | Helyi közösségek - Aljažev hrib - Ljubečna - Medlog - Ostrožno - Pod gradom - Škofja vas - Šmartno v Rožni dolini - Teharje - Trnovlje |

### Polgármesteri hivatal

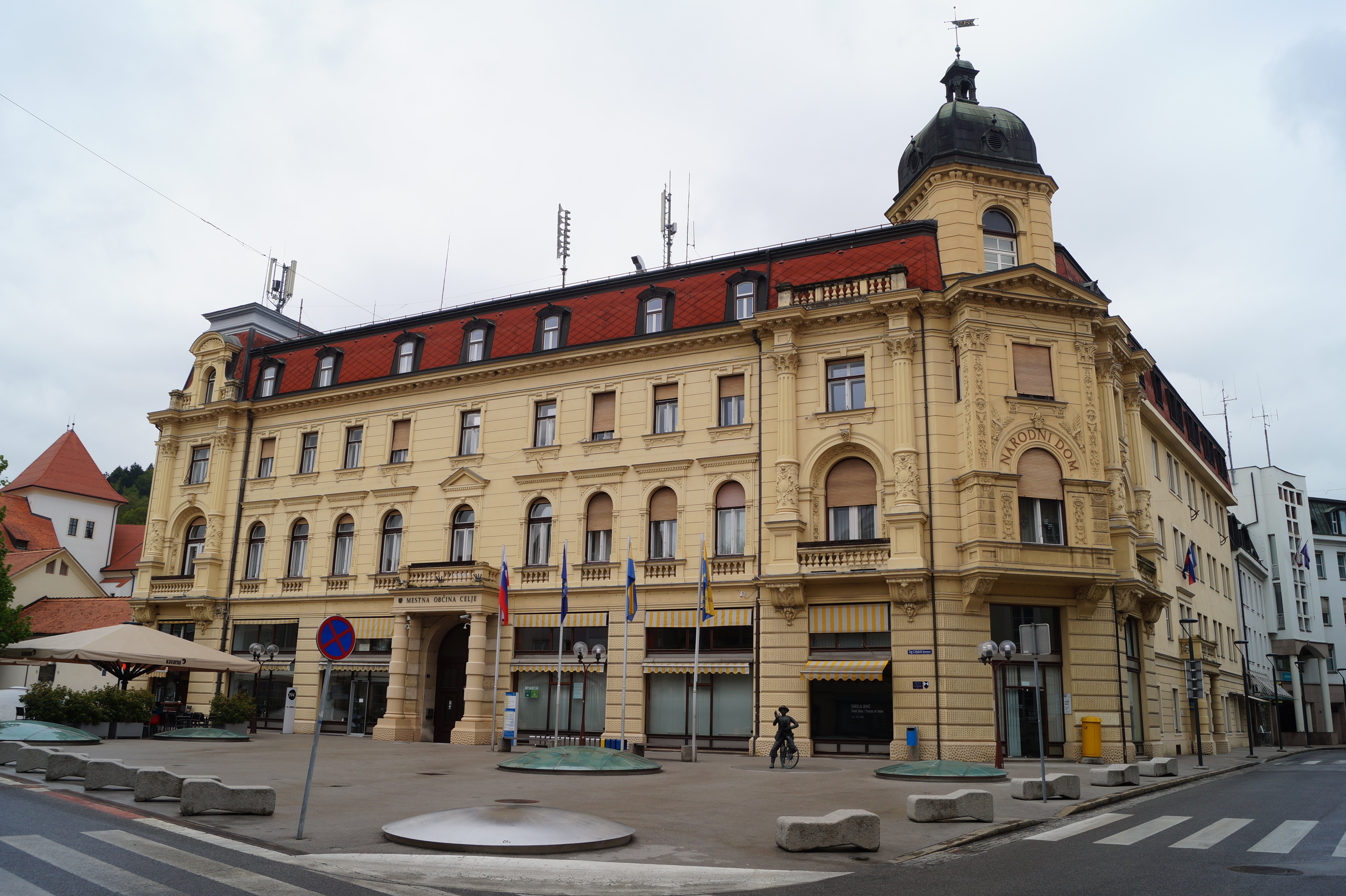
Az ún. „Nemzeti Palota” (Narodni dom), ma Városháza (Jan Vladimir Hrásky, 1895–1896)

Celje jelenlegi polgármestere Bojan Šrot, 2010-ben negyedszer választották erre a posztra.

### Bíróságok
Celjében három általános bíróság működik
- Celjei Legfelsőbb Bíróság
- Celjei Kerületi Bíróság
- Celjei Helyi Bíróság.

Celjében működik továbbá a Munkaügyi Bíróság a munkajogi viták megoldására, és a Közigazgatási Bíróság külső osztálya az adminisztratív eljárásokból eredő viták rendezésére.

### Címere
Celje címere a Cillei grófok címerén alapszik.
Felhasználták az 1918-as szlovén nemzeti címerhez, amely a Szerb–Horvát–Szlovén Királyság címerének is része lett. Hasonlóképpen a háromcsillagos motívum belekerült az 1991-es szlovén nemzeti címerbe is.

Cillei Ulrik címere
Szlovénia címere
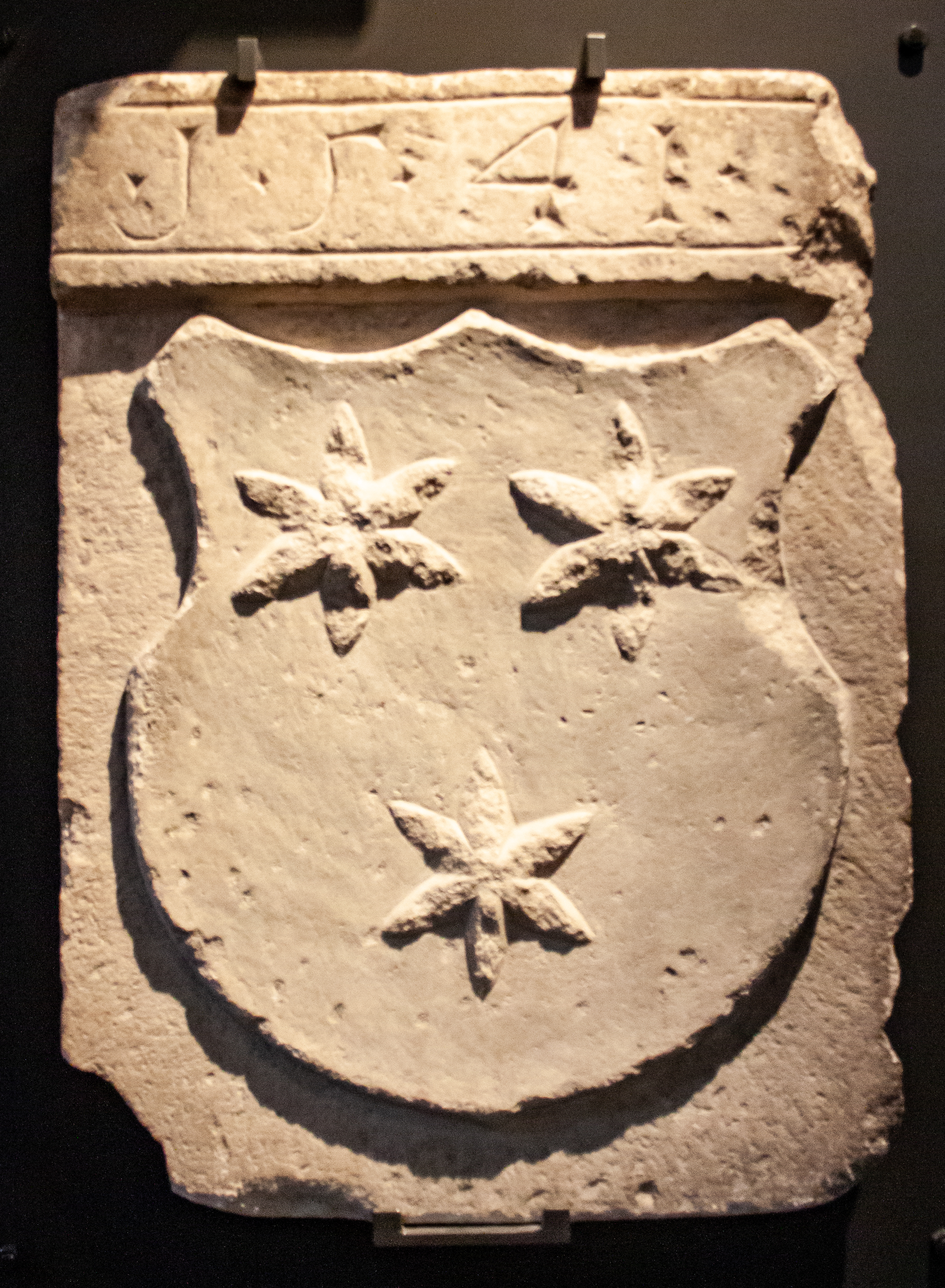
A város címere a Celjei Regionális Múzeumban 1541-ből, márvány

## Kultúra

### Oktatás
Celjének nincsen saját egyeteme, csupán néhány főiskola működik a városban. A maribori egyetem kihelyezett logisztikai fakultása 2005-ben nyílt meg a városban. 2006-ban alapították a Tehnopolis Celje nevű technológiai központot és nemzetközi egyetemet, amely 2013-ra készült el.

### Rendezvények
Celjében évente városi fesztivált rendeznek, április 11-én.

## Híres celjeiek
- Cillei Anna (1380 k.–1416) lengyel királyné, II. Ulászló lengyel király második felesége
- Cillei Anna (1384–1439) Garai Miklós nádor és horvát–szlavón bán második felesége
- Cillei Borbála (1392–1451) magyar királyné, Zsigmond magyar király második felesége
- Cillei Hermann (1360–1435) Cilli, Ortenburg és Zagoria grófja, horvát–szlavón bán
- Cillei Ulrik (1406–1456) cillei gróf, magyar főúr
- Oskar Rieding (1840-1918) a Magyarországon is 32 évig működő német hegedűművész–zenepedagógus, élete utolsó 14 évét itt töltötte.
- Heinrich Seitz von Treffen a Császári és Királyi Haditengerészet ellentengernagya, a Szent István csatahajó utolsó parancsnoka itt született.
- Itt született Janez Drnovšek (1950–2008) politikus, államférfi, az önálló Szlovénia harmadik köztársasági elnöke.
- Alma Karlin

## Látnivalók
- Celjei Regionális Múzeum
- Celjei vár
- Celjei grófi palota
- Celjei alsóvár
- Szent Dániel-székesegyház
- Pellengér
- Háború és béke emlékmű (Vojna in mir), Jakob Savinšek alkotása
- 1241-es alapítású ferences kolostor
- Nemzeti palota (Narodni dom)
- Celjei ház (Celjski dom)
- Víztorony
- Vasútállomás
- Postahivatal

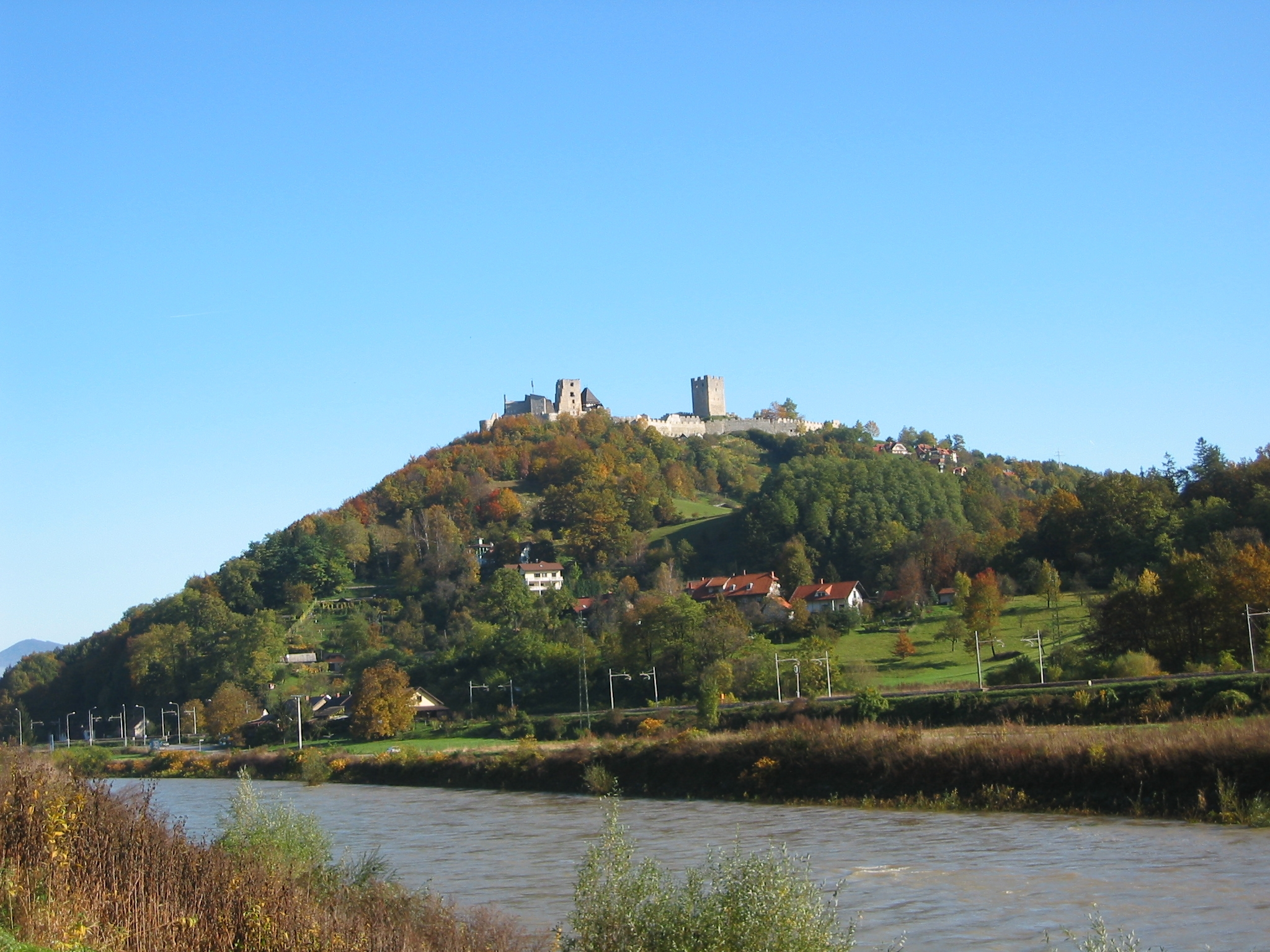
A felső vár látképe, a pečovniki Savinja-partról ÉK-re nézve
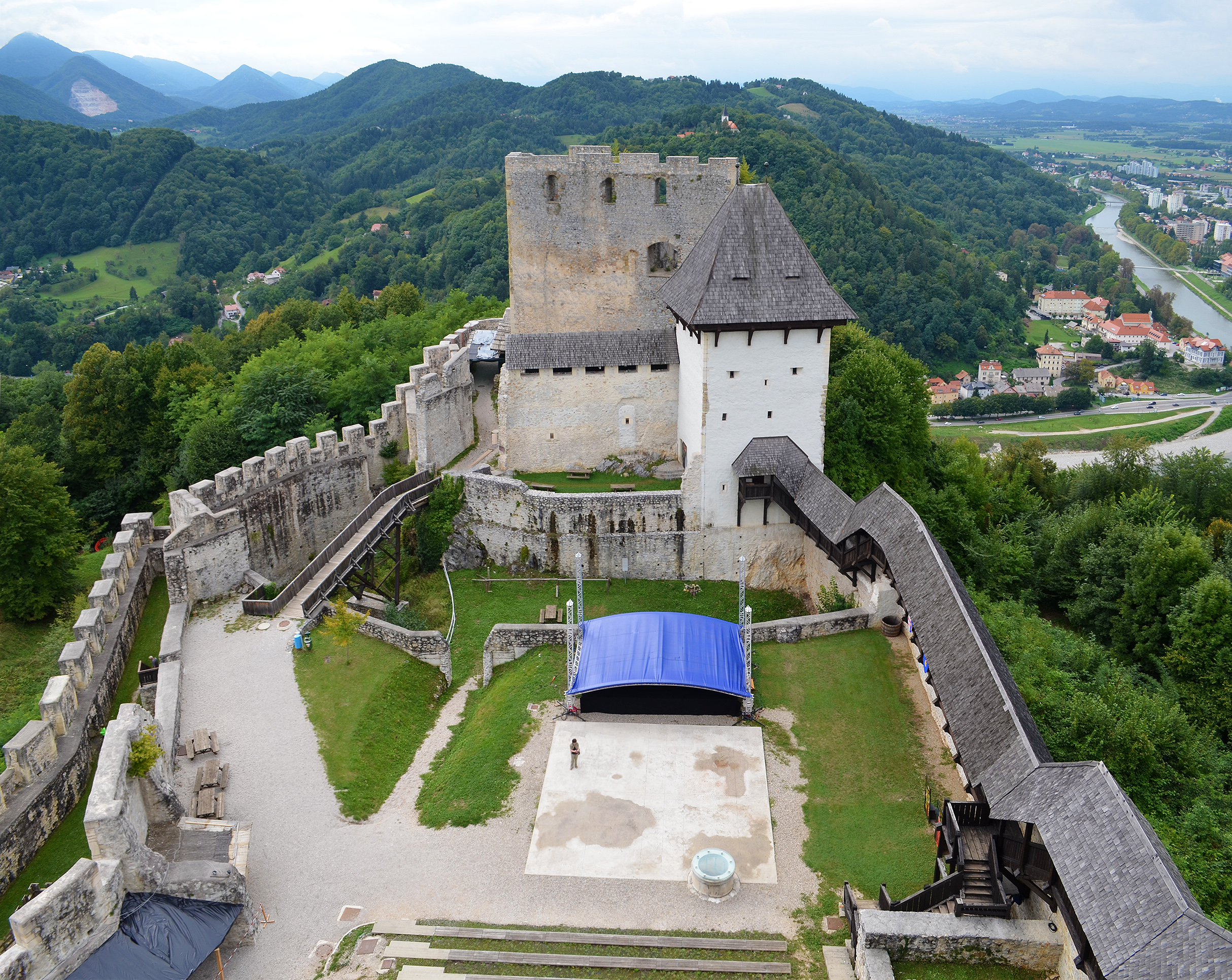
A felső vár
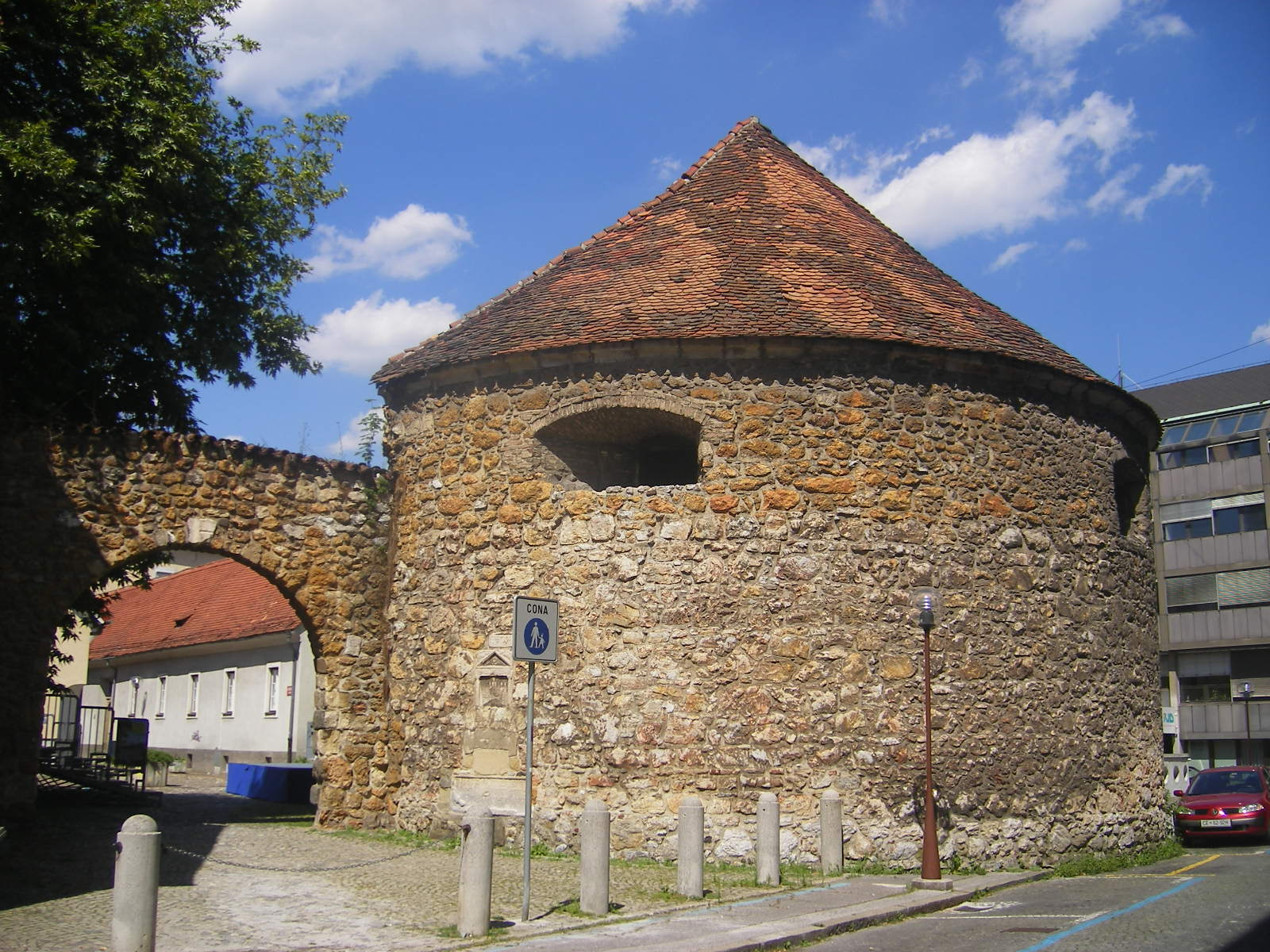
Délkeleti víztorony (Vodni stolp)
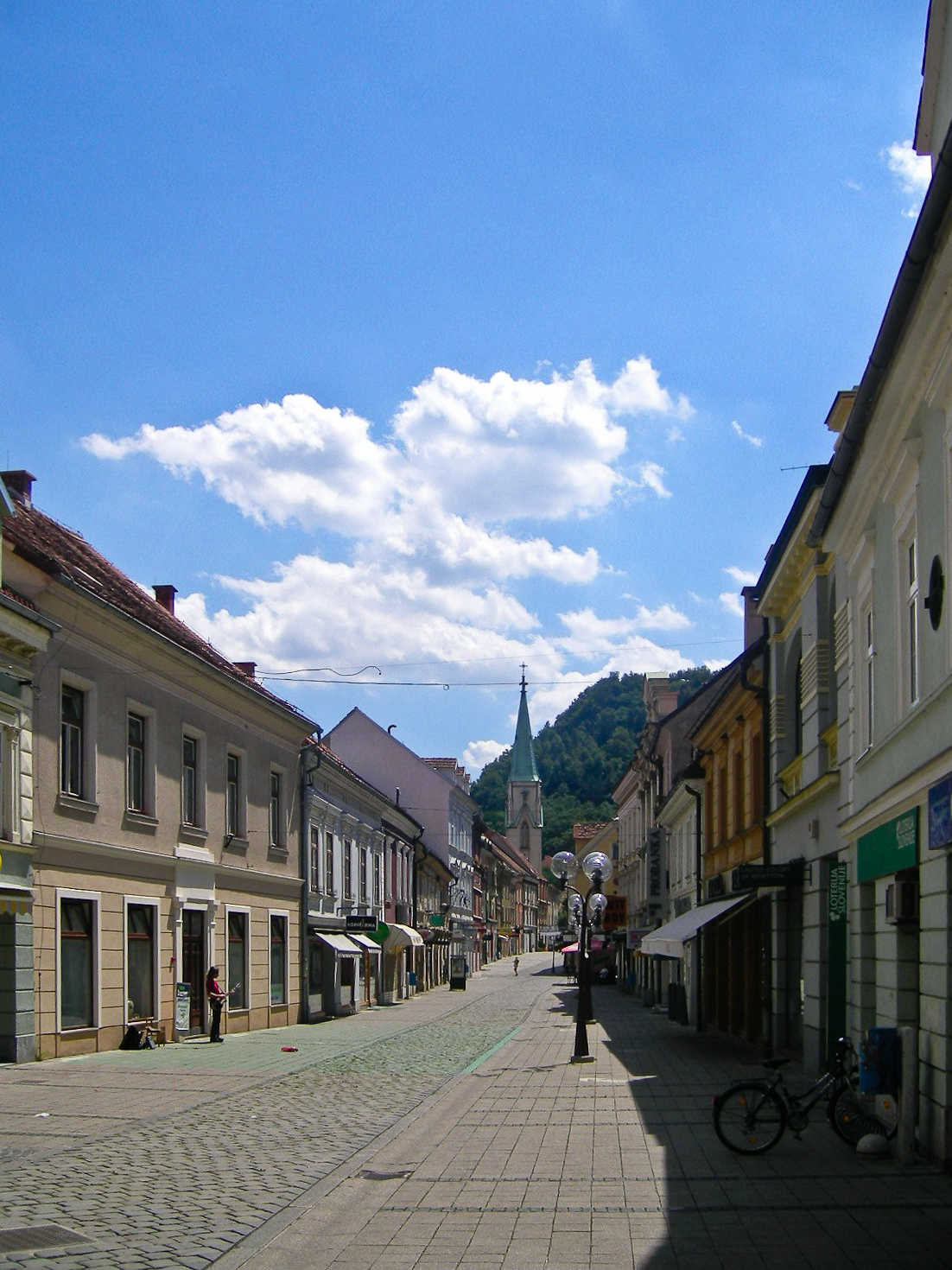
Gosposka utca a Szent Dániel-katedrálissal a háttérben
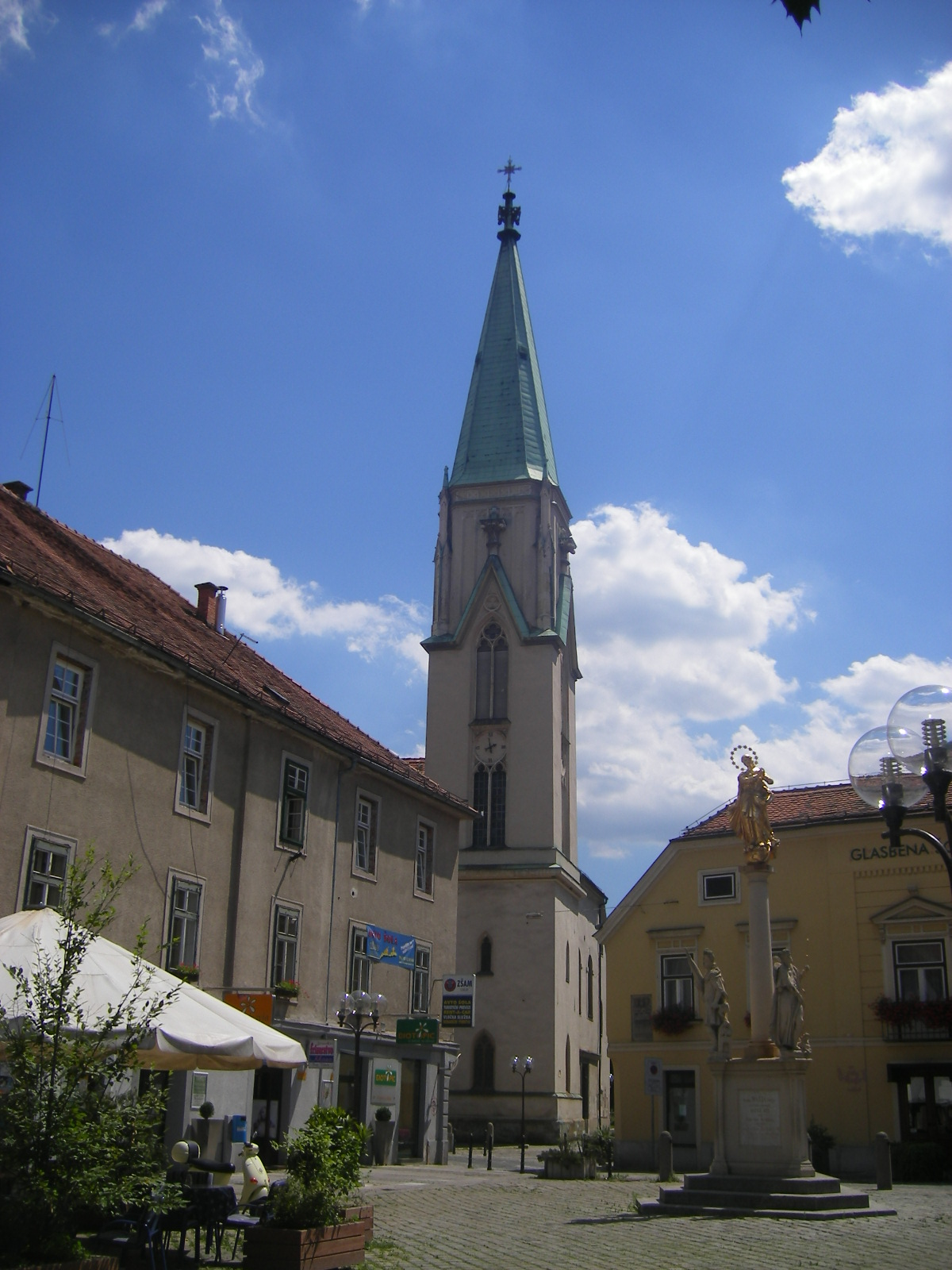
A főtér (Glavni trg), a Szent Dániel-katedrális és a Mária-oszlop
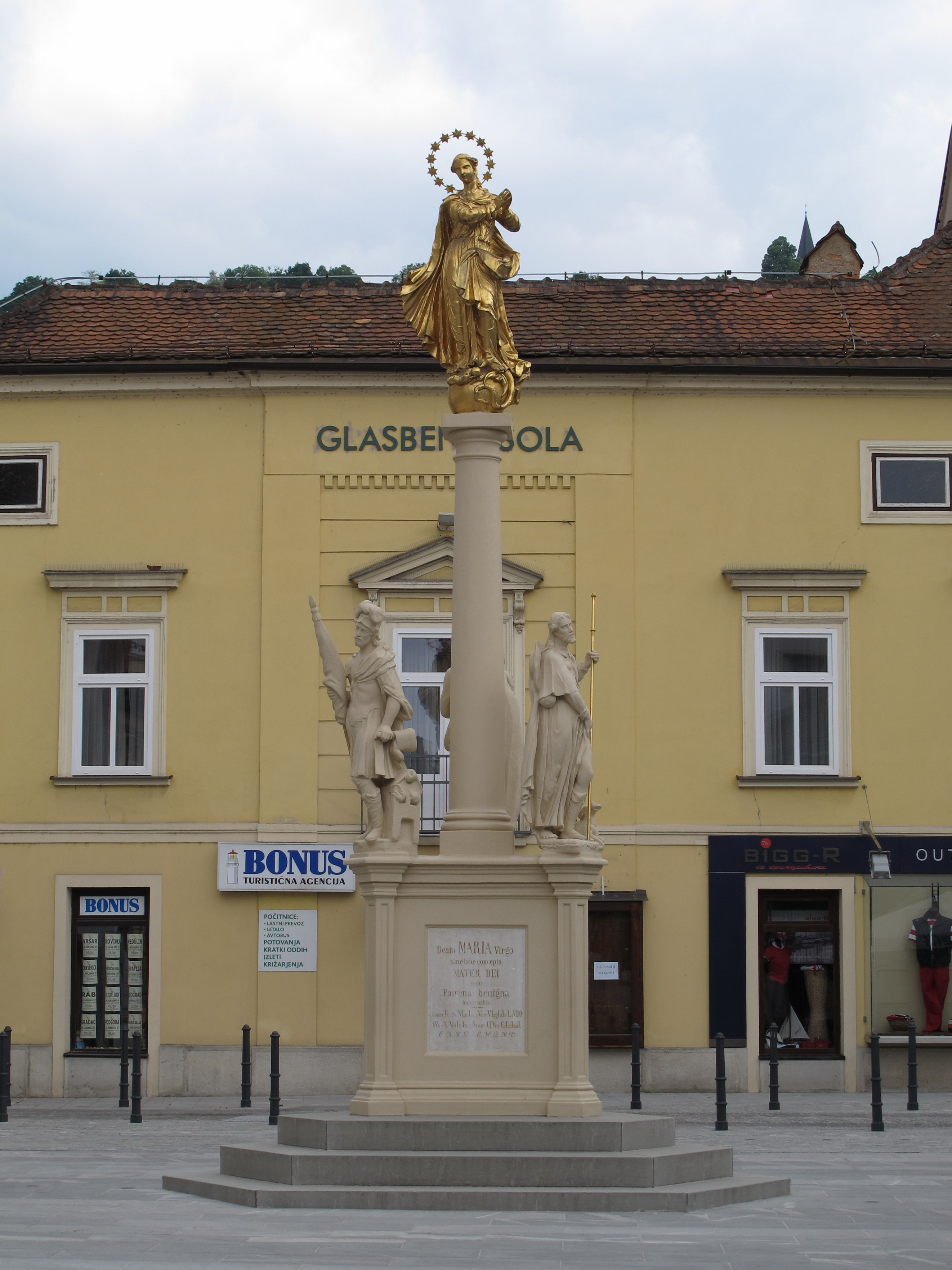
Mária-oszlop1776-ból
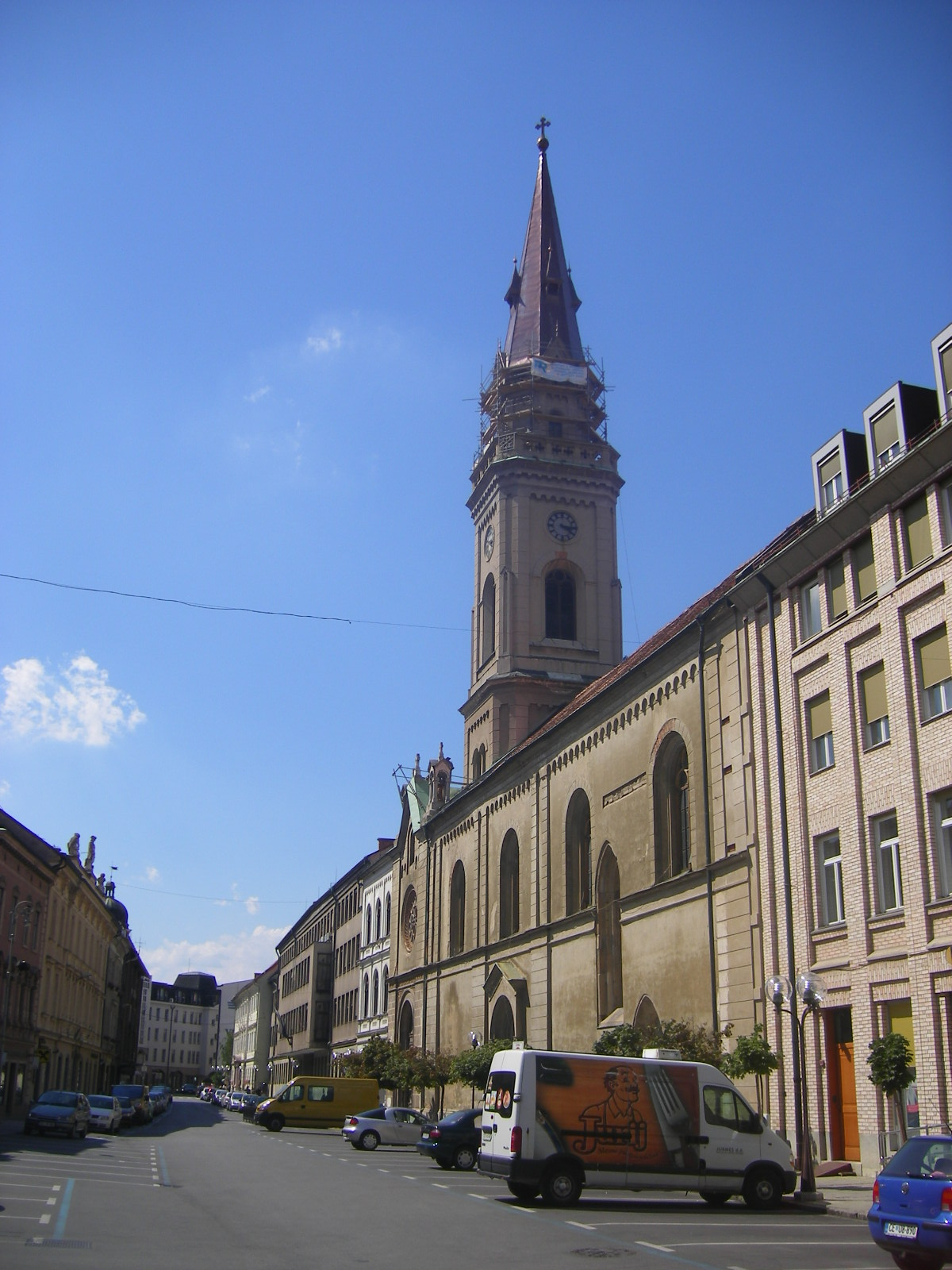
Nagyboldogasszony-templom
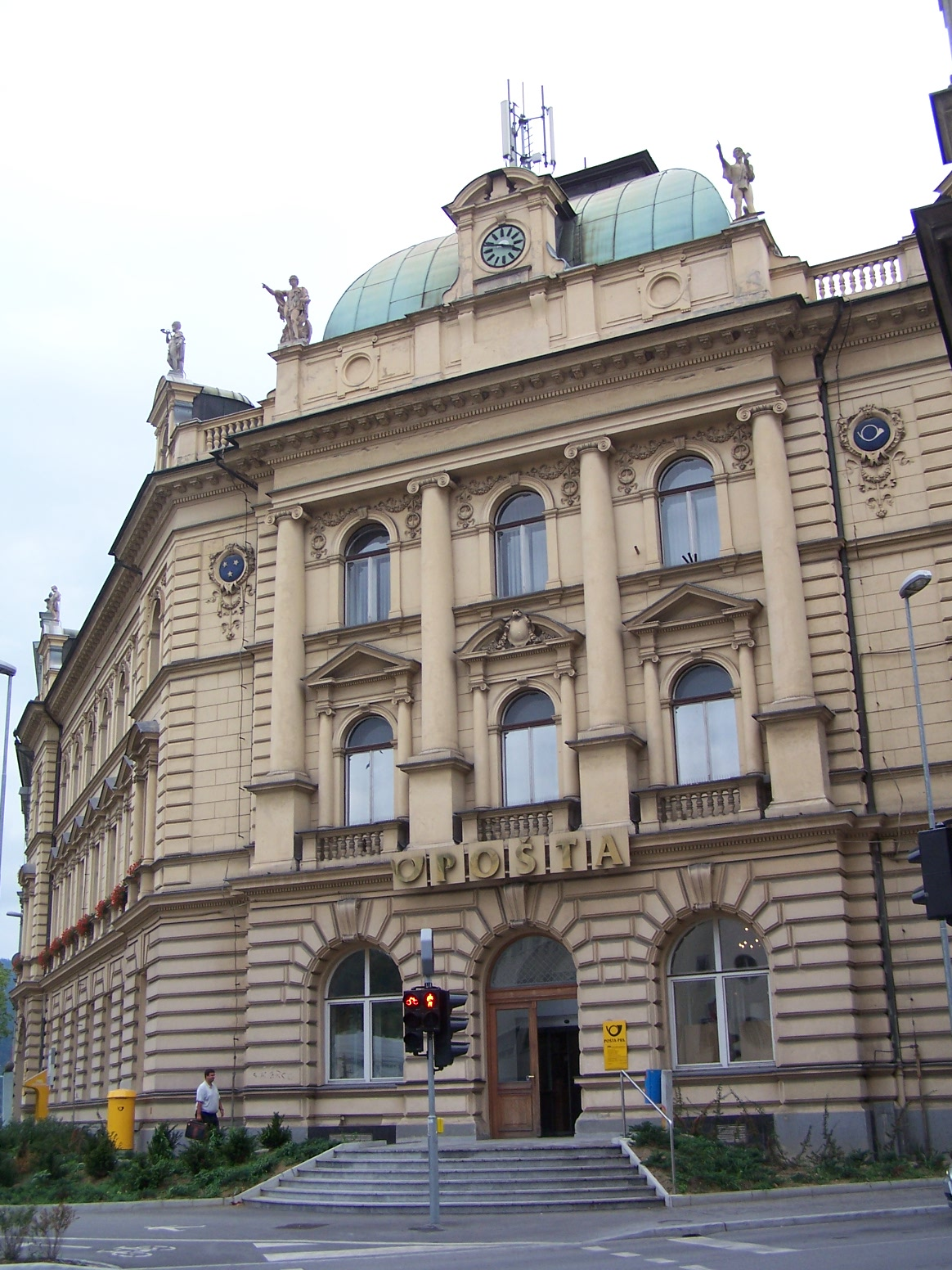
Postahivatal
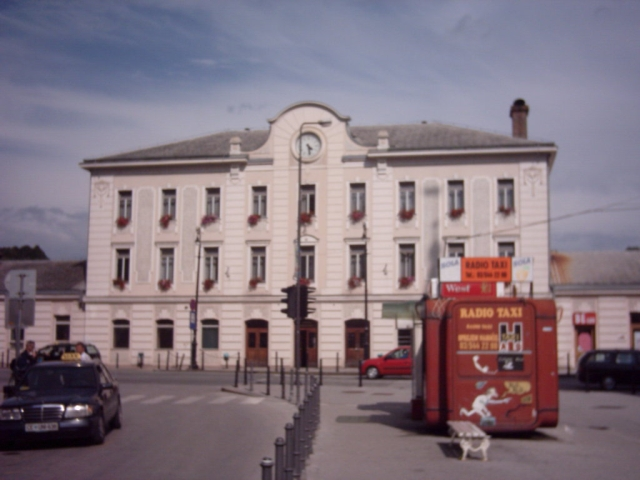
A vasútállomás

## Testvérvárosok, baráti városok
| Testvérvárosok: - Grevenbroich, Németország (1986 óta) - Singen, Németország (1990 óta) |  | Baráti városok: - Budva, Montenegró - Cserepovec, Oroszország - Ćuprija, Szerbia - Graz, Ausztria - Spittal an der Drau, Ausztria |

## Fordítás
- Ez a szócikk részben vagy egészben  a   Celje című angol Wikipédia-szócikk ezen változatának fordításán alapul.  Az eredeti cikk szerkesztőit annak laptörténete sorolja fel. Ez a jelzés csupán a megfogalmazás eredetét és a szerzői jogokat jelzi, nem szolgál a cikkben szereplő információk forrásmegjelöléseként.